# Computação musical
Computação Musical (CM) é um campo de pesquisa em ciência da computação com características multidisciplinares, voltado ao tratamento de elementos musicais por meio do computador. Trabalhos realizados neste campo envolvem conceitos como interação humano-computador, sistemas de recomendação, inteligência computacional, projeto de hardware, educação mediada por computador, sistemas interativos de tempo real, jogos digitais, realidade virtual, entre outros. Em seu processo de desenvolvimento, diversas áreas de conhecimento - como pedagogia, saúde, engenharias e psicologia - têm sido relacionadas nos mais variados tipos de aplicações.
Segundo a Sociedade Brasileira de Computação (SBC), a Computação Musical compreende pesquisa científica, tecnológica e artística nas seguintes áreas:
- Composição algorítmica
- Live Coding
- Análise e síntese de som
- Acústica musical
- Música computacional
- Linguagens de programação orientadas à música
- Análise e composição musical assistida por computador
- Instrumentos musicais digitais
- Novas interfaces para expressão musical
- Processamento digital de áudio, multimídia e qualidade de serviço[3]
- Recuperação da informação musical (Music Information Retrieval - MIR)[4]
- Música ubíqua[5]
- Representação musical
- Internet das coisas musicais
- Teoria de sinais[6]
- Efeitos digitais[7]

## Um pouco de história
Quando em 1957 o engenheiro eletrônico Max Mathews escreveu em Assembly o software Music I para o IBM704, ele provavelmente não sabia que estava criando a área de pesquisa chamada hoje de Computação Musical. Max Mathews era doutor em Engenharia Elétrica pelo MIT e trabalhava naquela época no Bell Telephone Laboratories, pesquisando acústica e codificação de voz. O projeto de Max foi talvez o primeiro, ou um dos primeiros, programas de computador feitos para gerar/sintetizar sons digitais e produzir diferentes formas de onda. Este programa foi utilizado para criar a primeira composição feita totalmente em um computador, uma peça de 17 segundos, chamada "The silver scale".
Max trabalhou na evolução do Music I e acabou criando uma série de programas de síntese sonora, chamados de família MUSIC N. Esta série de programas culminou, em 1986, na criação de uma linguagem de programação musical chamada CSound, que ainda existe e é amplamente utilizada por cientistas da computação ao redor do mundo. Outras linguagens de programação também surgiram como evolução do Music N, como o CMusic (1980) e o CMix (1984), que ainda possuem usuários e atualizações, mas que não são tão difundidas como o CSound. Mais recentemente, outras linguagens de programação musical surgiram, as dessa vez abordando outros conceitos de programação, como o FAUST, uma linguagem funcional, o Pure Data, uma ferramenta visual para codificação, e o SuperCollider, orientado a objetos.
Além de culminar nessas diversas linguagens de programação, o projeto de Max motivou o surgimento de outros centros de pesquisa interessados em trabalhar com computação e música, como o  Center for Computer Research in Music and Acoustics (CCRMA) em Stanford, nos Estados Unidos; o Institut de Recherche et Coordination Acoustique/Musique (IRCAM) em Paris, na França; e o Centro di Sonologia Computazionale (CSC) em Padova, Itália.
Gradualmente, o interesse em computação e música foi convencendo pesquisadores em diversas universidades a trabalharem com este conceito e tal área se popularizou não somente em departamentos de computação, mas também em departamentos de música, culminando em setores e/ou cursos próprios em algumas instituições, como os chamados cursos de música e tecnologia (Musitech, em inglês).
No Brasil, o tema é área de pesquisa da Sociedade Brasileira de Computação sendo organizado pela Comissão Especial em Computação Musical da SBC. Esta comissão reúne os pesquisadores da área em um evento bienal chamado Simpósio Brasileiro de Computação Musical, que acontece desde 1994. Além deste evento, existe o congresso da Associação Nacional de Pesquisa e Pós-graduação em música (ANPPOM) e o workshop de Música Ubíqua (Ubimus).

## Computação musical e música em rede
O formato digital do sinal trouxe a possibilidade de distribuir conteúdo musical em tempo real em uma rede de computadores. Isso trouxe possibilidades de criar Performances Musicais sobre a Rede (Networked Music Performance - NMP), performances musicais com os participantes geograficamente  localizados em pontos distantes. Isso permitiu que concertos de música acusmática  pudessem ocorrer de forma telemática, utilizando a telepresença como fator estético computacional.
As redes locais também foram utilizadas para a criação de música em grupo, como é possível encontrar nas chamadas Orquestras de Notebook (Laptop Orchestras ou Laptop Ensemble).  Estes grupos de criação e performance musical se baseiam na utilização do computador como instrumento musical, ou meta-instrumento, e unem criação tecnológica com criação musical. Há diversas LOrcs espalhadas pelo Mundo, como a CLOrk (Concordia Laptop Orchestra), CMLO (CMU Laptop Orchestra, Carnegie Mellon), L2Ork (Virginia Tech Linux Laptop Orchestra) OLO (Oslo Laptop Orchestra), PLOrk (Princeton Laptop Orchestra) e SLOrk (Stanford Laptop Orchestra).
A pesquisa sobre computação e rede inspirou a criação de ferramentas para o compartilhamento de dados musicais por redes de computadores, como o protocolo Open Sound Control - OSC, e ferramentas como JackTrip. Muitas destas pesquisas envolvem pensar na questão da latência, jitter e perda de pacotes em comunicação em rede e em como isso pode afetar a performance musical utilizando estas redes

## Computação musical x computação gráfica
A computação musical encontra-se juntamente com a Computação Gráfica no campo da Computação Aplicada, uma área da Ciência da computação que aplica os conhecimentos em determinado contexto ou problema. Além disso, estas áreas encontram-se fortemente atreladas por serem utilizadas em conjunto em áreas como o Cinema, Jogos, Sensoreamento, Realidade Virtual, Realidade ampliada, e outras.
Está também nestas áreas as questões sobre, por exemplo, a forma de representação de dados e informação que são específicas para seu domínio de informação. Estas representações podem partir da aquisição de um dado do mundo real, sendo este dado uma imagem ou um som, e permitir a manipulação do mesmo em seu formato digital. Na computação gráfica, esta aquisição é feita por meio de câmeras digitais e scanners, enquanto na computação musical isso é feito por meio de uma placa de captura de som. O dado adquirido pode então ser armazenado em arquivos de imagem, como BMP, JPEG, TIFF, e PNG; ou em arquivos de áudio, como MP3, OGG, e WAV. Esta aquisição pode ser feita ainda em tempo real de forma que os dados são capturados não para serem armazenados mas para serem processados e utilizados logo após sua aquisição. Estes dados podem ser filtrados, manipulados, alterados e processados digitalmente por meio de técnicas de processamento de sinais sendo que em muitos casos os algoritmos são exatamente os mesmos para processamento de imagem, som e vídeo.
Entre estes processamentos temos uma coleção de algoritmos que modificam a representação original do sinal de imagem ou de som, aplicando sobre ele uma transformação de domínios. Algoritmos como a Transformada Rápida de Fourier, Transformada de Seno e de cosseno, Transformada de Laplace e  Transformada Wavelet são exemplos deste processamentos. Com a mudança de representação, é possível visualizar outras informações sobre o dado e com isso surge a possibilidade de utilizar estes processamentos para identificar informações em arquivos de imagens ou de sons. Esta identificação envolve a área de Visão Computacional, para reconhecimento de imagens, e de Recuperação de Informação Musical (Music Information Retrieval - MIR), para identificação de determinadas características sonoras.
Há ainda, para ambas as áreas, a possibilidade de utilizar outra forma de representação de dados que não partem da captura de um dado mas da sua representação a partir de informações sobre dado. É o caso de imagens vetoriais, para as imagens, e de música simbólica, para a música. Neste tipo de representação, são utilizados formatos de representação simbólica para a música, como o MIDI, ABC Music Notation, LilyPond, MusicXML. Tais formatos de representação musical são utilizados em aplicações para edição de partituras e criação musical, como o MuseScore e Rosegarden.
Há ainda uma área de pesquisa que está na interseção entre computação gráfica e computação musical que atua na recuperação de dados musicais a partir de imagens de partituras. Assim, da mesma forma que a Computação Gráfica possui pesquisas em Reconhecimento Óptico de Caracteres (OCR) para o reconhecimento de textos em imagens, temos na música o Reconhecimento Óptico Musical (OMR), que reconhece partituras em imagens. Estes algoritmos normalmente aceitam como entrada uma imagem e irá fornecer como saída um arquivo de música simbólica.

## Pesquisa
Uma vez que a música se tornou onipresente na sociedade atual, surgiu também um considerável interesse pela Computação Musical. Sendo assim, a área passou a ter congressos e conferências próprias para que os pesquisadores pudessem trocar suas experiências. Alguns deles são listados a seguir:
- International Computer Music Conference (ICMC)[37]
- Sound and Music Computing Conference (SMC)[38]
- International Conference on Digital Audio Effects (DAFX)[39]
- International Symposium on Music Information Retrieval[40]
- Audio Engineering Society Conference (AES)[41]
- Linux Audio Conference (LAC)[42]
- Web Audio Conference (WAC)[43]
- International Conference on New Interfaces for Musical Expression (NIME)[44]
- International Audio Mostly Conference[45]
- International Symposium on Computer Music Multidisciplinary Research (CMMR)[46]
- Workshop de Música Ubíqua[47]

Surgiram também revistas especializadas para publicar trabalhos desta área interdisciplinar, como:
- Journal of New Music Research (JNMR) [48]
- Computer Music Journal (CMJ)[49]
- Leonardo Music Journal (LMJ)[50]
- Organised Sound[51]

## Artistas
Karlheinz Stockhausen: Foi um compositor alemão de música contemporânea, sendo apontado pela crítica especializada como um dos grandes visionários do século XX na música pós-moderna. Stockhausen criou a primeira peça que fazia uso da técnica da síntese aditiva com base na unidade da onda senoidal e compôs dois estudos de música eletrônica (Studie I e Studie II), com o objetivo de analisar as potencialidades dos sons eletrônicos e criar novos timbres sem o auxílio de instrumentos, apenas misturando ondas senoidais e a vibração de uma película com a onda resultante das misturas sonoras.
György Ligeti: Foi um compositor húngaro que criou trabalhos na computação musical enquanto residia em Colônia, na Alemanha, onde conheceu e colaborou com Karlheinz Sotckhausen e Gottfried Koenig. Ele criou poucas obras nesse estilo, como Glissandi (1957) e Artikulation (1958), mas a computação musical e suas experiências eletrônicas continuaram a influenciar suas obras instrumentais posteriores.
Iánnis Xenákis: Foi um engenheiro, arquiteto, teórico musical e compositor grego naturalizado francês. Desenvolveu trabalhos artísticos marcados pela utilização futurista de efeitos eletrônicos, ruído e fenômenos sonoros, usando como meio o sistemas Xenakis UPIC. Dentre suas principais obras, destacam-se: Polytopes e Concrete PH, além da sua teoria da música estocástica na teoria dos jogos, o livro “Formalized Music: Thought and Mathematics in Composition”, considerado como um dos trabalhos mais importantes sobre música no século XX, e o disco “Xenakis: Electronic Music” que reúne trabalhos e experimentos musicais.
John Cage: Foi um compositor, teórico musical, escritor e artista norte-americano. Pioneiro na música aleatória e eletroacústica, Cage fazia uso de instrumentos não convencionais para a prática musical e é uma das principais figuras da vanguarda pós-guerra. Sua análise sobre a participação do público nas artes abriu espaço para o conceito de interação humano-computador e interatividade. Sua obra mais conhecida é chamada “4’33”.
Rogério Duprat: Foi um compositor, arranjador e maestro brasileiro, mais conhecido pelo seu trabalho no movimento Tropicália. Ao lado de Damiano Cozzela, usou um computador IBM 1620 para compor a peça "Klavibm II", sendo uma experiência inédita no país e caracterizada como precursora da música eletrônica.
Brian Eno: É um música, compositor, produtor musical e artista visual britânico, mais conhecido por ter criado e cunhado o termo música ambiente. Eno também ajudou a introduzir abordagens conceituais e técnicas de gravação singulares na música contemporânea e pelo uso de sintetizadores. Além disso, realizou outros trabalhos multimédia e instalações sonoras que fazem uso da tecnologia.
Kraftwerk: É um grupo alemão de música eletrônica, tido como precursos da dance music moderna. Fazem uso de vozes gravadas em vocoder ou geradas sinteticamente, abordando temas como a vida urbana e a tecnologia.
Aphex Twin: Nome artístico de Richard David James, um produtor e compositor de música eletrônica irlandês. Considerado pelo jornal inglês The Guardian como "a mais influente e criativa figura da música eletrônica contemporânea", onde seu trabalho é marcado pela originalidade da textura dos sons que cria. Na questão da computação musical e música eletrônica, Aphex Twin é reputado pela criação de seus próprios instrumentos, por ser um dos primeiros músicos a utilizar computadores e softwares para composições complexas e ricas em detalhes, pelo uso de música ambiente, drill e bass. É influenciado por John Cage, Brian Eno, Erik Satie e Kraftwerk.
Curtis Roads: É um compositor, programador e escritor norte-americano. Seu trabalho artístico envolve música eletrônica e eletroacústica que fazem uso de síntese granular. É o atual vice-presidente do programa de Arte e Tecnologia de Mídia da Universidade da Califórnia, além de ter sido confundador da International Computer Music Association e editor do Computer Music Journal. É criador de softwares usados para a prática musical e pesquisa sobre o método de análise de som chamado decomposições atômicas.
Hatsune Miku: É um software de banco de vozes para Vocaloid desenvolvido pela Crypton Future Media. Posteriormente, foi desenvolvido um antropomorfismo chamado Moe, uma tecnologia de sintetização de canto que utiliza o Vocaloid 2, 3 e 4, onde o tom das amostras pode ser alterado por sintetizadores. Sua voz é modelada com base na dubladora japonesa Saki Fujita e a personificação de Moe é comercializada como uma ídolo virtual, se apresentando em vários shows a partir de uma projeção 3D.
Coldplay: O Coldplay é uma banda britânica de rock alternativo, com grande tráfego no mainstream. No especial de televisão para o disco "Ghost Stories", eles fazem uso de diversas ferramentas comuns a computação musical, como sintetizadores, harpa de luz e uma mesa com tangíveis. A partir das interações do usuário com esses objetos, é possível controlar as propriedades de sintetizadores de som. Cada tangível possui um fiducial e uma marcação utilizada por algoritmos de visão computacional para identificar o objeto, posição e rotação.
Steve Reich: É um compositor e teórico musical norte-americano, tido como um dos principais nomes da música minimalista e modalista. Sua arte rejeita a complexidade da harmonia e tonalidade das músicas clássicas do século XX para focar em obras com materiais mínimos, como um único acorde ou exclamação falada, que são repetidos longamente com pequenas variações. Reich faz grande uso de loops em fitas, combinando performances ao vivo com áudios pré-gravados. Apresenta colaborações com diversos artistas e obras multimédia, sendo seu principal trabalho a peça "Music for 18 Musicians", de 1976.
Jean Claude Risset: Foi um compositor francês, conhecido pelo seu pioneirismo na música computacional. Foi ex-colega de trabalho de Max Mathews na Bell Labs, onde usou o software MUSIC IV para recriar digitalmente os sons de instrumentos de sopro, além de fazer gravações digitais e estudar composição tímbrica no mesmo equipamento. Realizou os primeiros experimentos em técnicas de síntese e criou a escala de Risset, onde os passos entre cada tom são contínuos. Foi chefe de departamento no IRCAM, compôs o primeiro dueto para um pianista e graças aos seus trabalhos em computação musical, recebeu prêmios Golden Nica (1987), Grand Prix National de la Musique (1990), Medalha de Ouro do Centre National de la Recherche Scientifique (1999) e Gigahertz (2009).
Para além dos artistas citados, diversos outros fizeram e/ou fazem uso de conceitos da computação musical em suas obras, como:
- Björk
- Daft Punk
- Hermeto Paschoal
- Edgard Varese
- Gilberto Mendes
- Koellreutter
- Lou Reed
- Skrillex
- The Beatles
- Tom Zé
- Frank Zappa
- Pato Fu